# 70 파인 스트리트

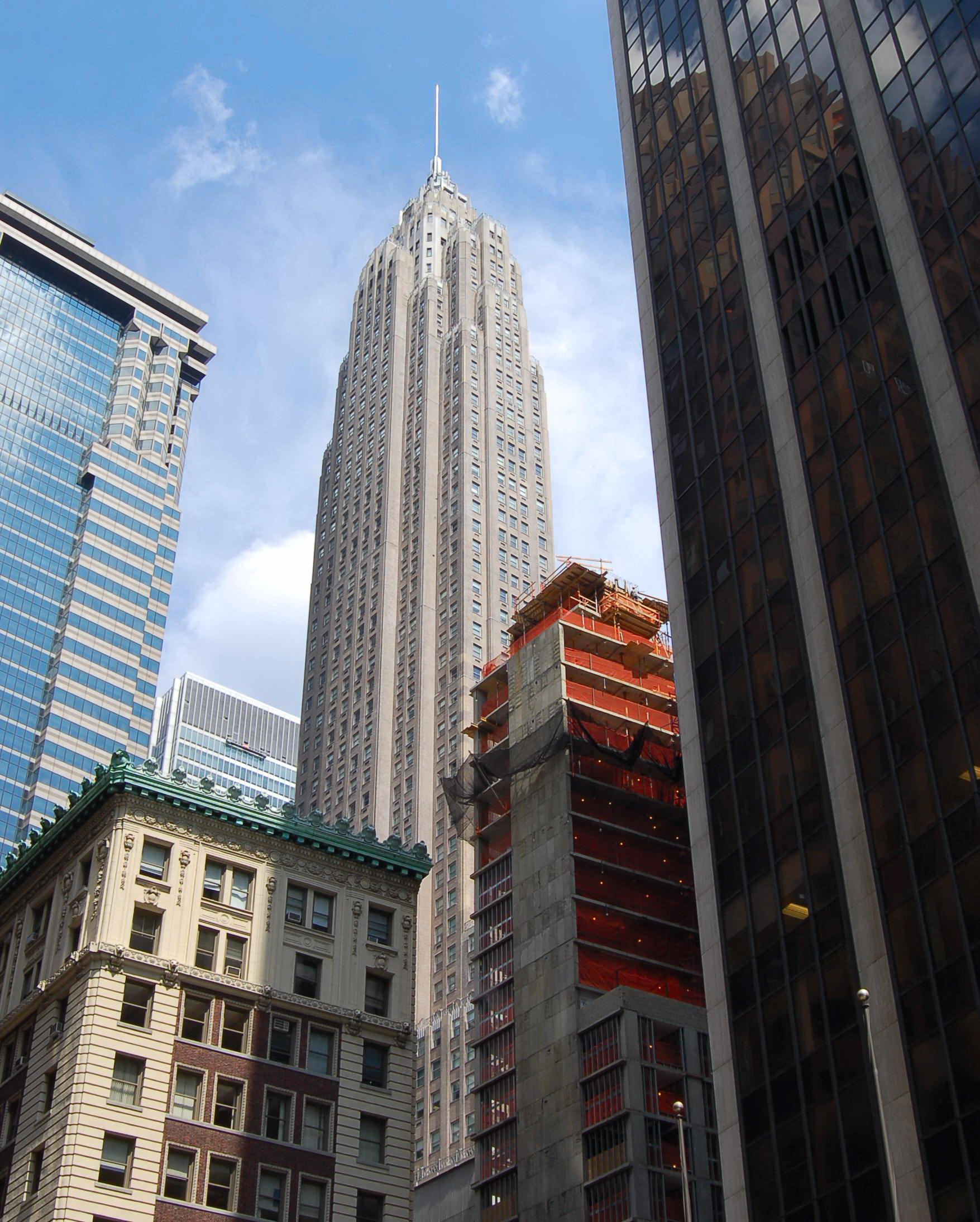
70 파인 스트리트

70 파인 스트리트(70 Pine Street)는 미국 뉴욕 로어맨해튼의 초고층 빌딩이다. 지상 66층, 290 미터 (952 피트)이다. 1932년에 준공되었다. 1970년 세계 무역 센터가 완성될 때까지 맨해튼 다운타운에서 가장 높은 건축물이며, 2001년의 9·11 테러 이후 다시 다운타운에서 가장 높은 건물이 되었다. 현재 엠파이어 스테이트 빌딩, 크라이슬러 빌딩 등에 이어 뉴욕에서 5번째로 높은 건축물, 미국에서 14번째로 높은 건축물이다. 예전 이름은 아메리칸 인터내셔널 빌딩(American International Building)이다.

## 같이 보기
- 미국의 마천루 목록
- 뉴욕의 마천루 목록